# Riederberg (Bosques de Viena)
El Riederberg es un puerto de 384 metros de altura sobre los Bosques de Viena entre Viena y Tullnerfeld. Se encuentra en la localidad del mismo nombre en el municipio de Sieghartskirchen (distrito de Tulln, Baja Austria).
El puerto de montaña en la carretera nacional 1 (Wiener Straße B1) es conocido en su acceso occidental entre Ried am Riederberg y la cima del puerto por tres curvas cerradas: Curva del zorro (Fuchskurve), curva del monasterio (Klosterkurve), curva de la cantera (Steinbruchkurve) y otras curvas estrechas. En la cima del paso había dos pensiones que han cerrado, una oficina de mantenimiento de carreteras, así como un taller de reparación de coches. La carretera es conocida por sus difíciles condiciones de conducción debidas a los fenómenos meteorológicos. Antes de que se construyera la autopista occidental (Westautobahn) en 1966, todo el tráfico de larga distancia y de mercancías discurría por esta ruta.
Al oeste del puerto se encuentran las ruinas del monasterio de Santa María en el Paraiso.
El 15 de septiembre de 1590 se produjo uno de los terremotos más graves de la historia de Austria con el terremoto de Neulengbach, también conocido como terremoto de Riederberg. Se estima que el terremoto tuvo una magnitud de 5,75 ó 6,0 en la escala de Richter.